# رتینوپاتی نوزادان زودرس
رتینوپاتی (مشکلات شبکیه) در نوزادان زودرس (Retinopathy of Prematurity - ROP) یا (Retrolental Fibroplasia) می‌تواند سبب کوری شود. این بیماری در گذشته ناشی از استفاده از مقادیر زیاد اکسیژن در دستگاه‌هایی بود که نوزادان زودرس در آن‌ها نگهداری می‌شدند ولی امروزه بروز این بیماری کمتر شده‌است. عواملی که نوزاد را در معرض خطر ابتلا به رتینوپاتی قرار می‌دهند کم بودن وزن هنگام تولد و زایمان زودرس (هفته ۲۶ تا ۲۸) هستند. امروزه در بیشتر کشورهای توسعه یافته، ROP شدید، در بین کودکان با وزن هنگام تولد بیشتر از ۱۰۰۰ گرم نامعمول است ولی در وزنهای کمتر هنوز مشاهده می‌شود.

## بیماریزایی
در کودکان زودرس هنگام تولد رشد و تکامل عروق خونی شبکیه هنوز کامل نیست. احتمالاً روند بیماریزایی ROP این است که تولد نوزاد زودرس با روند وسکولاریزاسیون طبیعی شبکیه تداخل می‌کند. رشد شبکیه در دوره بعد از تولد در محیطی ناپایدار و با اکسیژن بالا صورت می‌گیرد و تأثیر تحریک ناشی از هیپوکسی بر توسعه شبکه عروقی شبکیه کاهش می‌یابد. نتیجه آن تأخیر در عروقی شدن شبکیه است که در نهایت منجر به رگ‌سازی پاتولوژیک (عروق غیر طبیعی) و نئوواسکولاریزاسیون می‌شود. مشکل عروق خونی غیرطبیعی این است که اکسیژن کافی به شبکیه نمی‌رسانند.
رتینوپاتی در نوزادان زودرس بسته به شدت بیماری به ۵ درجه تقسیم می‌شود. پیشرفت بیماری به درجات آخر (Dragged Macula) می‌تواند سبب ایجاد زخم در شبکیه و عوارضی نظیر جدا شدگی شبکیه، خون‌ریزی زجاجیه، انحراف چشم و تنبلی چشم شود. بسیاری از نوزادان مبتلا به رتینوپاتی دچار نزدیک بینی خواهند شد.

## عوامل خطر
از آنجا که نوزاد نمی‌تواند علائم خود را بگوید والدین و پزشکان باید متوجه عوامل خطری که احتمال ابتلا به این بیماری را زیاد می‌کنند باشند. این عوامل عبارتند از:
- کم بودن وزن هنگام تولد (۱٫۵ کیلوگرم یا کمتر)
- نیاز به اکسیژن در هفته اول پس از تولد
- حمایت تنفسی طولانی

این ریسک همچنین ممکن است با مداخلاتی که تحویل اکسیژن به بافتها را افزایش می‌دهد همچون تزریق خون یا درمان با اریتروپویتین بیشتر شود. برعکس این موارد، عواملی که اثرات آنتی اکسیدانی دارند، مانند بیلیروبین و ویتامین ای، در برخی مطالعات با کاهش ریسک ROP همراه بوده‌اند.

## علائم و نشانه‌ها
علائم زیر ممکن است نشانه‌هایی از ابتلا باشند:
- نگه داشتن اجسام نزدیک چشم
- مشکل در دیدن فاصله دور
- بستن و تنگ گردن یک چشم
- بی میلی نسبت به استفاده از یک چشم
- ضعف دید (که قبلاً توسط پزشک تشخیص داده نشده)
- افت ناگهانی دید
- انحراف چشم

## تشخیص
نوزادانی که ریسک ROP دارند باید در هفته ۴ تا ۶ پس از تولد معاینه چشم پزشکی شوند. چشم پزشک با استفاده از قطره‌های گشادکننده، مردمک را باز کرده و سپس با افتالموسکوپ شبکیه را می‌بیند. معاینات دوره‌ای برای مشخص کردن اینکه پیشرفت بیماری متوقف شده یا خیر و اینکه به درمان نیاز وجود دارد یا خیر لازمند.

## درمان
بعضی از کودکانی که بیماریشان در حد درجه ۱ یا ۲ است بدون درمان بهبود می‌یابند. در موارد دیگر، در صورتیکه بیمار علائم بیماری درجه ۳ یا بالاتر را نشان دهد درمان لازم است. برای جلوگیری از انتشار عروق غیرطبیعی ممکن است مناطقی از شبکیه را با روشی بنام کرایوتراپی درمان کنند. در این روش قسمت‌هایی از شبکیه منجمد می‌شود. لیزر هم ممکن است بدین منظور استفاده شود. در هر دو روش زخم‌های دائمی در قسمت‌های محیطی شبکیه باقی می‌ماند ولی در اغلب موارد این روش‌های درمانی در حفظ دید مرکز بیمار موفقند. در صورت جداشدگی شبکیه انجام جراحی الزامی است.